# ヘスペ
ヘスペ (ドイツ語: Hespe) は、ドイツ連邦共和国ニーダーザクセン州シャウムブルク郡のザムトゲマインデ・ニーンシュテットに属す町村（以下、本項では便宜上「町」と記述する）である。

## 地理
この町は、ノルトライン＝ヴェストファーレン州との州境近く、ミッテルラント運河とシャウムブルクの森に面している。最寄りの駅は、隣町のヘルプゼンにある鉄道ハノーファー-ミンデン線沿いのキルヒホルステン駅である。

### 自治体の構成
この町を構成する地区は、1974年3月1日までは独立した町村であった、ヘスペ＝ヒッデンゼン、レーフェゼン、シュテンメンである。

## 歴史
ヒッデンゼンは1223年、レーフェゼンは1260年に初めて文献に記録されている。

## 行政

### 議会
この町の町議会は13議席からなる。

## 引用
1. ↑  Landesamt für Statistik Niedersachsen, LSN-Online Regionaldatenbank, Tabelle A100001G: Fortschreibung des Bevölkerungsstandes, Stand 31. Dezember 2023